# La Ville de Paris
Pour le dirigeable lancé en 1906, voir La Ville de Paris (dirigeable).
La Ville de Paris est un tableau peint par Robert Delaunay en 1910-1912. Cette huile sur toile est conservée au Musée national d'Art moderne, à Paris. Elle a notamment été exposée au Salon des indépendants de 1912 puis à l'Armory Show.

## Description
Selon Brigitte Leal, « la peinture fonctionne comme un collage de citations et d'emprunts ». Rappel du thème des Trois Grâces, le groupe central évoque Les Demoiselles d'Avignon de Pablo Picasso par ses visages semblables à des masques « nègres ». À gauche, le paysage portuaire convoque le souvenir d'un autoportrait d'Henri Rousseau, Moi-même, portrait-paysage. Et à droite, la tour Eiffel rouge est une autocitation de l'artiste, renvoi à ses autres travaux sur le thème.

## Expositions
- Salon des indépendants de 1912, Paris, 1912.
- Le Cubisme, Centre national d'art et de culture Georges-Pompidou, Paris, 2018-2019.